# Mairy

Mairy este o comună în departamentul Ardennes din nordul Franței. În 1 ianuarie 2018 avea o populație de 278 de locuitori.